# Gare de Biwako-hamaotsu
La gare de Biwako-hamaotsu (びわ湖浜大津駅, Biwako-hamaōtsu-eki) est une gare ferroviaire située dans la ville d'Ōtsu, dans la préfecture de Shiga au Japon. Elle est exploitée par la compagnie Keihan. 

## Situation ferroviaire
La gare de Biwako-hamaotsu est située au point kilométrique (PK) 7,5 de la ligne Keishin et au PK 6,7 de la ligne Ishiyama Sakamoto.

## Histoire
La gare a été ouverte le 15 juillet 1880 sous le nom de gare d'Ōtsu sur la ligne principale Tōkaidō. En 1913, Le chemin de fer électrique Ōtsu dessert la gare, tandis que la ligne principale de Tōkaidō change de tracé et ne passe plus par la gare qui est alors renommée Hamaōtsu. La gare prend son nom actuel le 17 mars 2018.

## Service des voyageurs

### Accueil
La gare est située au niveau de la chaussée, surmontée du bâtiment voyageurs ouvert tous les jours.

### Desserte
- Ligne Keishin :
  - voie 1 : direction Misasagi, Kyōto Shiyakusho-mae et Uzumasa Tenjingawa
- Ligne Ishiyama Sakamoto :
  - voie 1 : direction Sakamoto-hieizanguchi
  - voie 2 : direction Ishiyamadera